# الروبل الطاجيكستاني

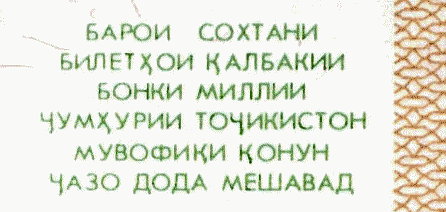
نص قانون مكافحة التزوير على الوجه الخلفي للورقة النقدية من فئة 1 روبل طاجيكي.

الروبل هي عملة طاجيكستان بين ١٠ مايو ١٩٩٥ و٢٩ أكتوبر ٢٠٠٠. قُسِّمت ظاهريًا إلى ١٠٠ تانغا، على الرغم من عدم إصدار أي عملات معدنية أو أوراق نقدية مُقوَّمة بالتانغا. اقتصرت العملة على إصدار عملات ورقية، بفئات تصل إلى ١٠٠٠٠ روبل.

## تاريخ
مثل عدد من جمهوريات الاتحاد السوفيتي السابق الأخرى، استمرت طاجيكستان في استخدام الروبل السوفيتي والروسي لبضع سنوات بعد الاستقلال. في 26 يوليو 1993، عندما صدر الروبل الروسي الجديد، لم يعد الروبل السوفيتي القديم عملة قانونية في روسيا. في طاجيكستان، لم يعد الروبل السوفيتي السابق عملة قانونية في 8 يناير 1994. في 10 مايو 1995، استُبدل الروبل الروسي بالروبل الطاجيكي بمعدل 100:1.
من بين جمهوريات الاتحاد السوفيتي السابق، كانت طاجيكستان آخر من أصدر عملته الخاصة. أما ترانسنيستريا، وهي دولة غير معترف بها، فقد أصدرت روبلها الخاص قبل طاجيكستان. ويعود ذلك إلى نقص كبير في الأموال والموارد، حيث كانت طاجيكستان أفقر جمهوريات الاتحاد السوفيتي السابق، واستحوذت على حصتها. الانهيار الاقتصادي للاتحاد السابق. وتفاقم هذا الوضع بسبب الفوضى التي سببتها الحرب الأهلية في طاجيكستان.
وبحلول نهاية العقد، أدى التضخم الجامح الناجم عن المشاكل الاقتصادية إلى تدمير الروبل الطاجيكي بشكل أساسي، و وضعت خطط لاستبداله بعملة جديدة في عام 1999.
في 30 أكتوبر 2000، أُدخل السوموني واستبدال الروبل بـ 1 سوموني يعادل 1000 روبل.

## عملة
صدرت عملة تذكارية واحدة فقط للروبل الطاجيكي. كانت هذه العملات مخصصة لهواة جمع العملات، ولم تكن مخصصة للتداول قط.

## الأوراق النقدية
تتشابه أوراق الروبل الطاجيكي بشكل ملحوظ مع سلسلة أوراق الروبل السوفيتي/الروسي الصادرة في أعوام ١٩٦١ و١٩٩١ و١٩٩٢، حيث تتشابه في الحجم والألوان ومواضع العناصر والخط. وتعود هذه الألوان إلى الإصدارات اللاحقة للإمبراطورية الروسية. وقد أُعيد استخدام العديد من قوالب الطباعة القديمة المستخدمة في إنتاج أوراق الروبل السوفيتية على أوراق طاجيكستان النقدية. ويرجع ذلك إلى أن الروبل الطاجيكي طُبع تحت إشراف شركة غوزناك، وهي الوكالة الروسية الرسمية المسؤولة عن إنتاج الأوراق النقدية والعملات المعدنية.
| سلسلة الأوراق النقدية                                      | سلسلة الأوراق النقدية | سلسلة الأوراق النقدية | سلسلة الأوراق النقدية | سلسلة الأوراق النقدية     | سلسلة الأوراق النقدية | سلسلة الأوراق النقدية           | سلسلة الأوراق النقدية | سلسلة الأوراق النقدية | سلسلة الأوراق النقدية |
| صورة                                                       | صورة                  | قيمة                  | أبعاد                 | اللون الرئيسي             | وصف                   | وصف                             | وصف                   | تاريخ                 | تاريخ                 |
| وجه العملة                                                 | يعكس                  | قيمة                  | أبعاد                 | اللون الرئيسي             | وجه العملة            | يعكس                            | العلامة المائية       | الطباعة               | مشكلة                 |
| ---------------------------------------------------------- | --------------------- | --------------------- | --------------------- | ------------------------- | --------------------- | ------------------------------- | --------------------- | --------------------- | --------------------- |
|                                                            |                       | 1 روبل                | 102 × 55 مم           | بني                       | شعار النبالة والأنماط | علم طاجيكستان فوق المجلس الأعلى | نمط النجوم المتعددة   | 1994                  | 1995                  |
|                                                            |                       | 5 روبل                | 102 × 55 مم           | أزرق                      | شعار النبالة والأنماط | علم طاجيكستان فوق المجلس الأعلى | نمط النجوم المتعددة   | 1994                  | 1995                  |
|                                                            |                       | 10 روبل               | 102 × 55 مم           | أحمر                      | شعار النبالة والأنماط | علم طاجيكستان فوق المجلس الأعلى | نمط النجوم المتعددة   | 1994                  | 1995                  |
|                                                            |                       | 20 روبل               | 102 × 55 مم           | أرجواني                   | شعار النبالة والأنماط | علم طاجيكستان فوق المجلس الأعلى | نمط النجوم المتعددة   | 1994                  | 1995                  |
|                                                            |                       | 50 روبل               | 102 × 55 مم           | أخضر                      | شعار النبالة والأنماط | علم طاجيكستان فوق المجلس الأعلى | نمط النجوم المتعددة   | 1994                  | 1995                  |
|                                                            |                       | 100 روبل              | 121 × 60 مم           | بني                       | شعار النبالة والأنماط | علم طاجيكستان فوق المجلس الأعلى | نمط النجوم المتعددة   | 1994                  | 1995                  |
|                                                            |                       | 200 روبل              | 121 × 60 مم           | أخضر زيتوني وأرجواني باهت | شعار النبالة والأنماط | علم طاجيكستان فوق المجلس الأعلى | نمط النجوم المتعددة   | 1994                  | 1995                  |
|                                                            |                       | 500 روبل              | 121 × 60 مم           | وردي غامق                 | شعار النبالة والأنماط | علم طاجيكستان فوق المجلس الأعلى | نمط النجوم المتعددة   | 1994                  | 1995                  |
|                                                            |                       | 1000 روبل             | 143 × 71 مم           | بني وأرجواني              | شعار النبالة والأنماط | علم طاجيكستان فوق المجلس الأعلى | نمط النجوم المتعددة   | 1994                  | 1999                  |
|                                                            |                       | 5000 روبل             | 143 × 71 مم           | أزرق                      | شعار النبالة والأنماط | علم طاجيكستان فوق المجلس الأعلى | نمط النجوم المتعددة   | 1994                  | أبداً                  |
|                                                            |                       | 10000 روبل            | 143 × 71 مم           | البرتقالي                 | شعار النبالة والأنماط | علم طاجيكستان فوق المجلس الأعلى | نمط النجوم المتعددة   | 1994                  | أبداً                  |
| For table standards, see the جدول مواصفات الأوراق النقدية. |                       |                       |                       |                           |                       |                                 |                       |                       |                       |

## أسعار الصرف التاريخية
| سنة      | TJR لكل دولار أمريكي |
| -------- | -------------------- |
| 1995     | 104                  |
| 1996     | 292                  |
| 1997     | 559                  |
| 1998     | 781                  |
| 1999     | 1237                 |
| عام 2000 | 1550                 |